# Église anglaise de Vevey
L'église anglaise de Vevey, sous la dénomination de All Saints est une église anglicane relevant de l’Église d'Angleterre (Church of England). Elle se situe à la route de Blonay, à Vevey dans le canton de Vaud. Les cultes y sont célébrés en anglais.

## Historique
Le culte anglican est pratiqué dans la région de Vevey depuis le début du XIXe siècle. Dès 1823 au temple réformé de La Tour-de-Peilz, puis à Vevey, à l'hôtel Monnet, devenu Hôtel des Trois Couronnes, et, toujours à Vevey, dès 1844 à l'église Saint-Martin, en été, et à l'église Sainte-Claire, en hiver.
En 1878, à l'instigation du révérend pasteur William Phelps Prior (chapelain de 1861-1884) une vigne de 1 700 m2 est acquise par William Grimsley, président de la communauté anglophone dans l'intention de construire une église anglicane. Initialement, on projetait de construire côte à côte, sur le même site, également l'église russe, mais cette dernière sera finalement bâtie ailleurs.
L'architecte anglais George Edmund Street — qui a projeté en 1857 déjà une chapelle anglicane pour Berne (non réalisée), puis qui construit coup sur coup, en 1878, l'église anglaise de Lausanne et l'église anglicane de Mürren — est appelé en 1880 à concevoir les plans du nouvel édifice religieux destiné à Vevey. Le chantier de construction proprement dit est dirigé par l'architecte vaudois Henri Lavanchy et la dédicace solennelle de la nouvelle église a lieu le 22 août 1882,.
Des éléments de décor et de mobilier sont venus s'ajouter par la suite :
- Orgue : 1909 par Goll, Lucerne ; remplacé par un orgue de Orgelbau Kuhn (de), Männedorf, lui-même remplacé par un instrument construit par E. Dumas et fils, Romont (Fribourg)[1].
- Vitraux : Initialement, l'église était dotée de vitraux en grisaille très simples, livrés en 1882 par la manufacture Karl Wehrli[4] à Zurich. Mais déjà dans les années 1890-1896 des vitraux colorés sont venus orner une partie des fenêtres latérales et surtout les grandes baies multiples des murs de façade est et ouest, signés Royal Bavarian Art Institute for stained glass, Franz Xaver Zettler, à Munich.

La salle de paroisse, située sous l'église, a été construite en 1977 en remplacement d'ancienne caves voûtées utilisées à l'origine par le vigneron propriétaire de la parcelle sur laquelle est construite l'église.
L'église a obtenu la note 2 au recensement architectural du canton de Vaud et est considérée comme étant d'importance régionale.